# Élection présidentielle camerounaise de 2018
L'élection présidentielle camerounaise de 2018 a lieu le 7 octobre 2018 au Cameroun. 
Le président en exercice Paul Biya est réélu pour un huitième mandat, lors d'un scrutin marqué par l'insécurité provoquée par les mouvements séparatistes dans les régions du Nord-Ouest et du Sud-Ouest dans le cadre de la crise anglophone, ainsi que par des accusations de fraudes électorale par l'opposition.

## Contexte
Le scrutin se tient dans un contexte d'importantes violences, le groupe djihadiste Boko Haram sévissant toujours dans la région de l'Extrême-Nord tandis que les régions anglophones du Nord-Ouest et du Sud-Ouest sont confrontées à une crise socio-politique depuis fin 2016 qui se mue en conflit armé fin 2017. En 2018, les affrontements deviennent quasi quotidiens entre l'armée camerounaise et divers groupes séparatistes. Selon le gouvernement, plus de 80 soldats sont tués dans ces combats. Plus de 600 personnes auraient été arrêtées depuis le début de la crise, selon des sources onusiennes.

## Mode de scrutin
Le Président de la République du Cameroun est élu au scrutin uninominal majoritaire à un tour pour un mandat de sept ans, renouvelable indéfiniment.
En vertu de la loi électorale camerounaise, l'élection présidentielle se tient 20 jours au moins et 50 jours au plus avant l’expiration des pouvoirs du président de la République en exercice. Elle a ainsi lieu le 7 octobre 2018,

## Candidatures
À l'approche de la fin du mandat du président Paul Biya, plusieurs candidatures s'annoncent progressivement,,,. Sa propre candidature n'est plus limitée par la constitution , et supposée en vertu des statuts de son parti politique, le Rassemblement démocratique du peuple camerounais, qui rend automatiquement le président national du parti candidat aux élections présidentielles.
| N° | Candidat               | Candidat               | Parti                                                   |
| -- | ---------------------- | ---------------------- | ------------------------------------------------------- |
| 1  | Akere Muna             | Akere Muna             | Mouvement NOW!                                          |
| 2  | Garga Haman Adji       | Garga Haman Adji       | Alliance pour la démocratie et le développement (ADD)   |
| 3  | Maurice Kamto          | Maurice Kamto          | Mouvement pour la renaissance du Cameroun (MRC)         |
| 4  | Cabral Libii           | Cabral Libii           | Univers                                                 |
| 5  | Serge Espoir Matomba   | Serge Espoir Matomba   | Peuple uni pour la rénovation sociale (PURS)            |
| 6  | Ndifor Afanwi Franklin | Ndifor Afanwi Franklin | Mouvement citoyen national du Cameroun (MCNC)           |
| 7  | Joshua Osih            | Joshua Osih            | Front social démocrate (FSD)                            |
| 8  | Adamou Ndam Njoya      | Adamou Ndam Njoya      | Union démocratique du Cameroun (UDC)                    |
| 9  | Paul Biya              | Paul Biya              | Rassemblement démocratique du peuple camerounais (RDPC) |

Quelques jours avant le scrutin, Akere Muna rejoint la coalition de l'opposition au président Paul Biya, et retire ainsi sa candidature en faveur de Maurice Kamto. C’est la première fois depuis l‘élection présidentielle de 1992 qu'une partie des opposants se liguent contre Paul Biya,,. La commission électorale du Cameroun (Elecam) déclare cependant ne pas pouvoir retirer les bulletins de vote d'Akere Muna.

### Polémique
Une polémique se développe dans les jours suivants l'élection, avant la proclamation officielle des résultats. La photo d'un document est publiée sur le journal en ligne Cameroon Info Net (CIN). Ce document, non signé, contient des résultats détaillés avec l'en tête de la commission électorale du Cameroun (Elecam) : les chiffrent donnent en trio de tête Biya (71,09 %), Kamto (14,40 %) et Libii (6,32 %). Rapidement, ce document est repris par la presse camerounaise dans un contexte où produire des résultats est interdit par la loi. Elecam ne diffuse pas officiellement de résultats provisoires. D'autres sources donnent aussi Paul Biya vainqueur,,.

## Résultats
| Candidats                 | Candidats                 | Partis                    | Voix      | %     |
| ------------------------- | ------------------------- | ------------------------- | --------- | ----- |
|                           | Paul Biya                 | RDPC                      | 2 521 934 | 71,28 |
|                           | Maurice Kamto             | MRC                       | 503 384   | 14,23 |
|                           | Cabral Libii              | Univers                   | 221 995   | 6,28  |
|                           | Joshua Osih               | FSD                       | 118 706   | 3,35  |
|                           | Adamou Ndam Njoya         | UDC                       | 61 220    | 1,73  |
|                           | Garga Haman Adji          | ADD                       | 55 048    | 1,55  |
|                           | Ndifor Afanwi Franklin    | MCNC                      | 23 687    | 0,67  |
|                           | Serge Espoir Matomba      | PURS                      | 19 704    | 0,56  |
|                           | Akere Muna                | NOW!                      | 12 262    | 0,35  |
|                           |                           |                           |           |       |
| Votes valides             | Votes valides             | Votes valides             | 3 537 965 | 98,53 |
| Votes blancs ou invalides | Votes blancs ou invalides | Votes blancs ou invalides | 52 716    | 1,47  |
| Total                     | Total                     | Total                     | 3 590 681 | 100   |
| Abstention                | Abstention                | Abstention                | 3 077 073 | 46,15 |
| Inscrits/Participation    | Inscrits/Participation    | Inscrits/Participation    | 6 667 754 | 53,85 |

## Contestation des résultats

### Avant les résultats officiels

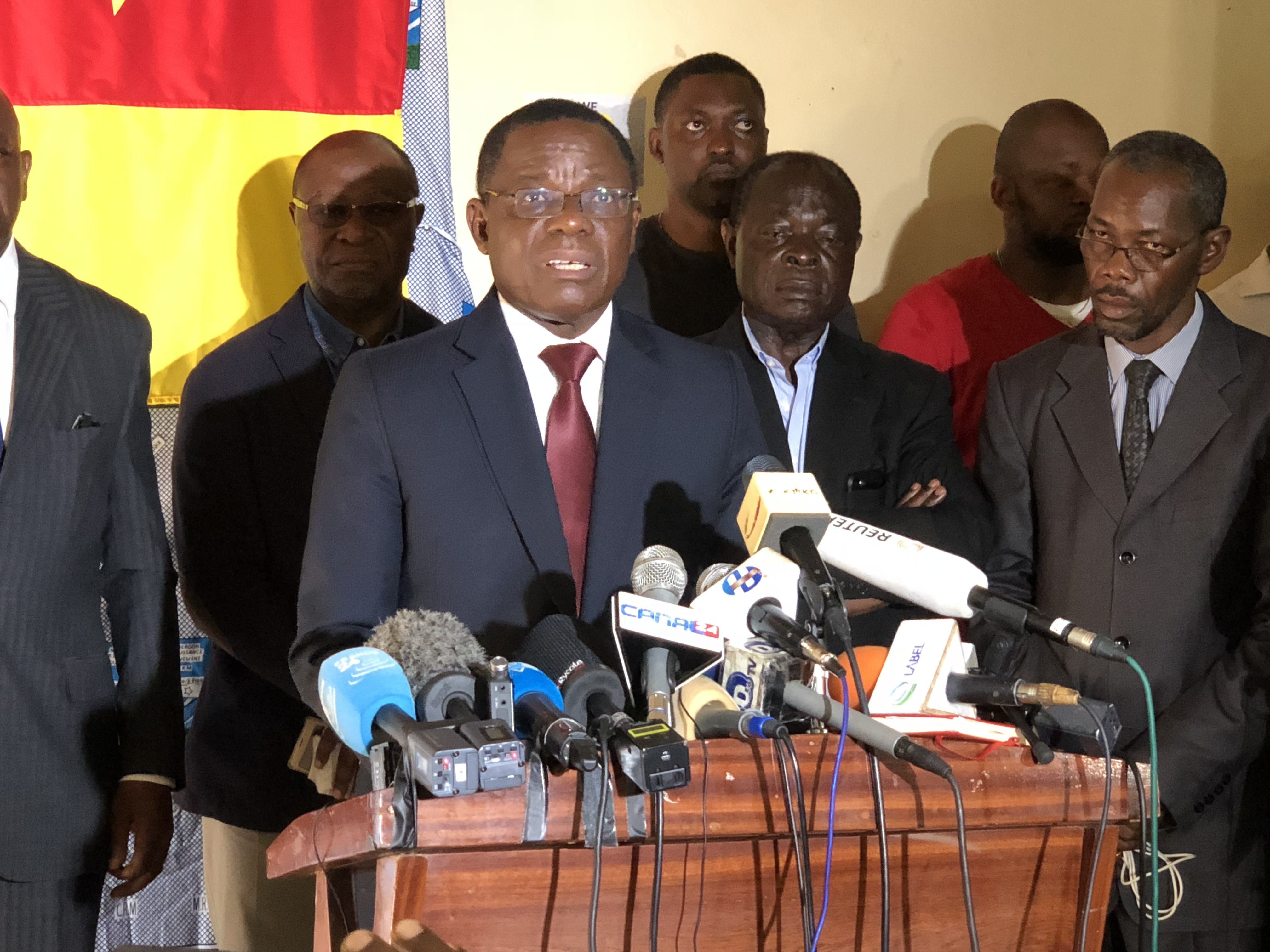
Maurice Kamto revendique la victoire lors d'une conférence de presse le 8 octobre.

Le 8 octobre 2018, Maurice Kamto revendique la victoire, alors même qu'aucun chiffre, même provisoire, n'a été dévoilé par la commission électorale.
Le 11 octobre, Joshua Osih, candidat du FSD, et Cabral Libii, candidat du parti Univers, demandent l'annulation du scrutin, tandis que Maurice Kamto réclame l'annulation partielle des votes dans sept régions du Cameroun. Ces candidats saisissent ainsi le Conseil constitutionnel, qui doit statuer le 16 octobre.
Le 14 octobre 2018, des résultats provisoires du scrutin divulgués dans plusieurs médias, indiquent la victoire de Paul Biya. Le président sortant aurait ainsi recueilli 71,28 % des voix contre 14,23 % pour Maurice Kamto et 6,28 % pour Cabral Libii. Ces résultats sont rejetés par l'opposition, notamment par Maurice Kamto. Ce dernier argumente alors trois journées durant devant la Cour constitutionnelle lors d'audiences retransmises à la télévision nationale et abondamment commentées sur les réseaux sociaux. Estimant à 1,327 million le total de voix frauduleuses en faveur de Biya, il demande l'annulation partielle de l'élection dans sept régions du pays. L'avocate Michelle Ndoki participe également à cette argumentation sur les irrégularités du scrutin. Elle explique, en produisant des exemples de documents, que des tableaux récapitulatifs ont remplacés des procès-verbaux dans plusieurs départements. Elle relève aussi un écart entre le nombre d’inscrits dans certaines circonscriptions et le nombre d’inscrits sur l'ELECAM, l'institution chargée d’organiser les élections. Dans les départements visés, le vote est largement en faveur de Paul Biya qui obtient même 99 % des voix dans certaines endroits. Elle demande l’annulation des résultats dans les localités où ces résultats semblent entachés d’irrégularités. Le 20 octobre, au terme des débats, le recours déposé par Maurice Kamto est rejeté par la Cour constitutionnelle, qui le juge non fondé, tout comme ceux introduits par Joshua Osih et Cabral Libii, qui réclamaient l’annulation complète du scrutin du 7 octobre.
Le 21 octobre, Teodoro Obiang Nguema Mbasogo, président de la Guinée équatoriale, est le premier à féliciter Paul Biya pour sa réélection alors que les résultats officiels de la présidentielle camerounaise du 7 octobre ne sont pas encore connus. Les résultats définitifs sont en effet annoncés par le Conseil constitutionnel le 22 octobre, soit 15 jours après l'élection et au terme du délai prévu par la loi.

### Après les résultats officiels
Le 22 octobre 2018, au palais des congrès de Yaoundé, Clément Atangana et les autres membres du Conseil constitutionnel égrènent les résultats officiels département par département ainsi que ceux consolidés région par région.
Plusieurs candidats réagissent peu après la proclamation des résultats officiels définitifs :
Maurice Kamto fait une déclaration solennelle où il rejette ces résultats officiels et indique des erreurs dans les sommes des résultats. Il présente en outre un document contenant d'autres chiffres consolidés et qui lui attribue la victoire du suffrage populaire. Maurice Kamto : 1 320 824 (39,74 %) ; Paul Biya 1 278 514 (38,47 %) ; Cabral Libiih 349 423 (10,51 %) ; Josuah Osih 189 878 (5,71 %) ; Ndam Njoya 70 878 (2,13 %) ; Garga 58 248 (1,75 %) ; Franklin Ndifor 23 687 (0,71 %) ; Serge Espoir Matomba 19 704 (0,54 %) ; Akeré Muna 12 262 (0,37 %). Il est ainsi le premier candidat à une élection au Cameroun à diffuser des résultats chiffrés autres que ceux officiels.

## Affaire Transparency International
Pour donner une image positive du déroulement de l'élection, une équipe de personnes est présentée par la chaîne de télévision publique - CRTV - comme étant des observateurs mandatés par Transparency International. Ils ont été recrutés par l'agence Cameroun Presse (ACP) créée peu avant l'élection. Dès le lendemain, le 9 octobre 2018, la presse camerounaise dénonce les faux inspecteurs  et leur conférence sur la CRTV. L'organisme publie sur son site ne pas avoir mandaté des observateurs pour l’élection présidentielle au Cameroun et dément toute présence de ses observateurs au Cameroun. 
L'opposition et les commentateurs au Cameroun dénoncent une fausse information venue de la presse officielle. Le Parquet financier et les services fiscaux de Paris se sont saisis du dossier afin d’enquêter sur la véracité des informations sur les sommes perçus par les Français, membres de cette délégation.

## Analyse et conséquences
Les résultats donnent Paul Biya vainqueur de sa huitième présidentielle. Âgé de 85 ans dont 36 passé à la présidence, celui ci n'avait pas pris la peine de faire campagne, n'effectuant aucun discours ou déplacement à travers le pays et se contentant de faire afficher son slogan « La force de l’expérience » quelques semaines avant la tenue du scrutin. 
Le Cameroun apparaît particulièrement divisé, comme le montre la très faible participation dans les provinces du Nord-Ouest et du Sud-Ouest, touchées depuis plus d'un an par une rébellion sécessionniste, tandis que le combat contre le mouvement islamiste Boko Haram cours toujours dans la partie septentrionales du pays. À ces conflits s'ajoutent ainsi une fracture politique entre le parti au pouvoir et une opposition qui l'accuse de fraude à répétition. Le jour de l'annonce officielle des résultats, les villes de Yaoundé et de Douala voient leurs rues occupés par un important dispositif sécuritaire et militaire. La police police anti-émeute et la gendarmerie sont ainsi déployés sur les grand carrefours, de même que l'armée, dont les soldats quadrillent les rues, les autorités craignant des mouvements de protestation. Lors de la cérémonie de célébration de la victoire de Paul Biya au quartier général du Rassemblement démocratique du peuple camerounais (RDPC), le parti présidentiel, des policiers en uniformes filtrent les entrées, campés d'une demi douzaine de militaire en armes.
De l'avis des « observateurs de la vie locale », le scrutin aurait néanmoins permis de faire retrouver un intérêt pour la politique à de nombreux camerounais désabusés par la sclérose des débats publics. La retransmission à la télévision des trois jours d'audience de Maurice Kamto font ainsi l'objet d'une grande effervescence sur les réseaux sociaux. Le débat, en se focalisant sur les pratiques électorale gouvernementales, prend les apparences d'une mise en accusation du Régime Biya devant un tribunal. Maurice Kamto endosse ainsi aux yeux de la population le rôle de premier opposant à Paul Biya, dans un contexte d'incertitude quant à la succession du président vieillissant,.

## Réactions

### Réactions Internationales et messages de félicitations
Le président de la Guinée équatoriale Teodoro Obiang Nguema Mbasogo adresse ses félicitations à Paul Biya.
Le président de la Confédération africaine de football Ahmad Ahmad adresse une lettre de félicitations à Paul Biya.
Le ministère français des affaires étrangères adresse ses « vœux de réussite au président Paul Biya pour ce nouveau mandat ».
Le Royaume-Uni et les États-Unis adressent un message de félicitation au peuple camerounais.
En 2011, Nicolas Sarkozy avait attendu de nombreuses semaines pour féliciter Paul Biya dans un long message. Washington n’avait envoyé aucun message. La Chine l'avait fait près d’un mois plus tard.

### Manifestations
27 octobre 2018 à Paris, une marche a lieu contre le "hold up electoral". À Douala, une cinquantaine de personnes dont Michèle Ndoki — avocate de Maurice Kamto — a été arrêtée et certaines libérées. Le siège du MRC a été saccagé à la suite de cette marche.
En avril, des organisations expriment leurs préoccupations sur la situation post electorale au Cameroun, provoquant l'ire des autorités,.

## Prestation de serment
La prestation de serment intervient 15 jours après la proclamation des résultats à l'Assemblée nationale et devant les députés et membres du Conseil constitutionnel,.